# NBA All-Star Game 1989
 (octobre 2024).
Si vous disposez d'ouvrages ou d'articles de référence ou si vous connaissez des sites web de qualité traitant du thème abordé ici, merci de compléter l'article en donnant les références utiles à sa vérifiabilité et en les liant à la section « Notes et références ».
Le NBA All-Star Game 1989 s’est déroulé le 12 février 1989 dans l’Astrodome à Houston. Kareem Abdul-Jabbar est à l’âge de 41 ans et 10 mois le plus vieux participant de l’histoire à cet évènement.

## Effectif All-Star de l’Est
- Moses Malone (Hawks d’Atlanta)
- Michael Jordan (Bulls de Chicago)
- Charles Barkley (76ers de Philadelphie)
- Terry Cummings (Bucks de Milwaukee)
- Mark Jackson (Knicks de New York)
- Kevin McHale (Celtics de Boston)
- Isiah Thomas (Pistons de Détroit)
- Dominique Wilkins (Hawks d’Atlanta)
- Patrick Ewing (Knicks de New York)
- Mark Price (Cavaliers de Cleveland)
- Brad Daugherty (Cavaliers de Cleveland)
- Larry Nance (Cavaliers de Cleveland)

## Effectif All-Star de l’Ouest
- Kareem Abdul-Jabbar (Lakers de Los Angeles)
- Magic Johnson (Lakers de Los Angeles)
- James Worthy (Lakers de Los Angeles)
- Hakeem Olajuwon (Rockets de Houston)
- Karl Malone (Jazz de l’Utah)
- Mark Eaton (Jazz de l’Utah)
- Dale Ellis (SuperSonics de Seattle)
- Kevin Duckworth (Trail Blazers de Portland)
- Alex English (Nuggets de Denver)
- Clyde Drexler (Trail Blazers de Portland)
- John Stockton (Jazz de l’Utah)
- Tom Chambers (Suns de Phoenix)
- Chris Mullin (Warriors de Golden State)

## Concours
Vainqueur du concours de tir à 3 points : Dale Ellis
Vainqueur du concours de dunk : Kenny Walker